# Autoroute A77
La autoroute A77 comienza en Poligny en Seine-et-Marne, en el intercambiador de interconexión con la autoroute A6 ; esta termina en Sermoise-sur-Loire en el departamento de Nièvre, donde se prolonga por la route nationale 7.
Denominada como la « Autoroute de l’Arbre » (La autopista del árbol), es objeto de una cuidada atención paisajista. Cada una de las áreas de descanso llevan el nombre de una especie. El paisaje ha sido ampliamente estudiado y los pasajes de fauna silvestre permiten el paso de los animales (ganado o fauna) de un lado a otro de la carretera (como en forêt d'Orléans), atenuando de este modo el impacto medioambiental de la infraestructura.

## Historia
- 1996 : La A77 sustituye a la antigua interconexión viaria A6 ↔ RN 7 entre Poligny y Dordives. La barrera de peaje de "Val de Loing" fue reconstruida y alargada con motivo de este hecho. Esta sección tenía otros nombres : G6[1] en 1971, A70[2] en 1982, o A67 en 1990.
- De 1999 a 2004 : Puesta en servicio progresivo de la sección Cosne-sur-Loire – Nevers-Sur.
- 1999 :Puesta en servicio de la sección Dordives – Briare de 68 km.
- 2000 : Puesta en servicio de la sección Briare – Cosne-sur-Loire de 33 km.
- 2004 : Puesta en servicio completo de la sección Cosne-sur-Loire – Nevers.
- 2009 : Puesta en servicio del intercambiador A19/A77, el 16 de junio.
- 2012 : Integración del segmento Pouilly-sur-Loire - Pougues-les-Eaux de la N7.

## Trazado
En este artículo, la ruta se divide en secciones, en función de su progreso y las directivas de los responsables de mantenimiento de carreteras.
Las salidas están numeradas del « 17 » (y no de « 1 »), por la continuidad con la numeración de las salidas de la A6 desde París (periferia). El PK cero de esta autopista se sitúa a 80 km en torno a la carretera de circunvalación de París.

### De Poligny a Cosne-sur-Loire
La autopista está gestionada por la sociedad de las Autoroutes Paris-Rhin-Rhône. Es una autopista de 2×2 vías, de peaje, de alrededor de 100 km.
- Semi-intercambiador de autopista A6 y A77 (de y hacia París-BP, a 80 km), a 0 km
- Peaje de Val de Loing a 5.5 km
- 17  a 6 km : poblaciones servidas Souppes-sur-Loing, Dordives, Château-Landon y Ferrières-en-Gâtinais
  - Obra de arte de ingeniería viaria a 8 km :  Franchissement del río Loing
  -  a 11 km : Área de descanso de "Hêtre Pourpre" Provincia de París de "Sophora" Provincia de París
- Intercambiador de autopista A19 A77 a 19 km : hacia Orléans, Sens, Montargis 
  - Obra de arte de ingeniería viaria a 27.5 km : Viaduc de Pannes permite atravesar  le Canal d'Orléans y La Bézonde
- 18  a 28 km : poblaciones servidas Montargis, Sully-sur-Loire, Châteauneuf-sur-Loire 
  -  a 30 km : Áreas de descanso de "Cèdre" Provincia de París y de  "Liquidambar" Provincia de París
- 18.1  a 44 km : poblaciones servidas Nogent-sur-Vernisson y Varennes-Changy (Semi-intercambiador de autopista desde París) 
  -  a 45 km : Área de servicio de  "Jardin des Arbres"
- 19  a 54 km : poblaciones servidas Gien y Nogent-sur-Vernisson
  -  a 64 km : Áreas de descanso de "Ginkgo" Provincia de París y de  "Tulipier" Provincia de París
- 20  a 68 km : poblaciones servidas Châtillon-sur-Loire y Briare
  - Obra de arte de ingeniería viaria a 69.5 km : Viaduc de Briare permite atravesar  le Canal de Briare y La Trézée
- 21  a 81 km :poblaciones servidas Saint-Fargeau, Bonny-sur-Loire, y a 62 km Auxerre
  -  a 91 km : Área de descanso de "Caule" Provincia de París y de  "Séquoia" Provincia de París
- Peaje de "Myennes" a 97 km
- 22  a 98 km : poblaciones servidas Cosne-sur-Loire et Saint-Amand-en-Puisaye
- 22.1  a 100 km : poblaciones servidas Cosne-sur-Loire, Alligny, Saint-Père (Semi-intercambiador de autopista desde Nevers)

### De Cosne-sur-Loire a Nevers
La carretera es administrada por la Dirección Interdepartamental de Carreteras Este Central. Se trata de una autopista de 2 × 2 pistas libres con algunos tramos limitados a 110 km / h.
- 23  a 103 km : poblaciones servidas Cosne-sur-Loire Z.I. y Donzy
- 24   a 108 km : poblaciones servidas Sancerre, Saint-Laurent-l'Abbaye y Tracy-sur-Loire
  -  a 108 km : Área de servicio de "Vignobles"

- 25  a 113 km : villes desservies Pouilly-sur-Loire et Saint-Andelain
  -  a 115 km : Área de descanso de "Pouilly" Provincia de París
- 26  a 117 km : poblaciones servidas Pouilly-sur-Loire y Narcy
  -  a 119 km : Área de descanso de "Pouilly" Provincia de París
- 27  a 122 km : poblaciones servidas Mesves-sur-Loire, Bulcy, Narcy
- 28  a 125 km : localidad servida La Charité-sur-Loire
  -  a 127 km : Área de descanso de "La Charité-sur-Loire"  Provincia de París
- 29  a 128 km : poblaciones servidas La Charité-sur-Loire, Varzy, Clamecy, Prémery y Auxerre
  -  a 132 km : Área de descanso de "La Marche" Provincia de París
- 30  a 134 km : poblaciones servidas Tronsanges, La Marche
- 31  a 140 km : poblaciones servidas Pougues-les-Eaux y Chaulgnes
  -  a 144 km : Área de descanso de "Pougues"
- 32  a 147 km : poblaciones servidas Pougues-les-Eaux, Garchizy, Fourchambault
- 33  a 148 km : poblaciones servidas Nevers y Varennes-Vauzelles
- 34  a 154 km : poblaciones servidas Nevers, Auxerre, Clamecy, Guérigny, Coulanges-lès-Nevers por RD 977
- No hay ninguna salida numerada 35
- 36  a 158 km : poblaciones servidas Saint-Éloi, Decize, Los jardins maraîchers de la Baratte dirección Nevers, Château-Chinon (Ville), Imphy
  - Obra de arte de ingeniería viaria a 158.6 km : pont Pierre-Bérégovoy (Longitud : 420 m ) sobre  la Loire
- 37  a 161 km : poblaciones servidas Nevers, La Guerche-sur-l'Aubois, Sermoise-sur-Loire, Challuy
- Fin de autopista con acceso reglamentado (N7) a 161.4 km

## Prolongación N7 y N82 de Nevers a Balbigny
En Proyecto 

### De Nevers a Moulins
Salidas realizadas:
- -  a 163 km : Área de descanso "des Faïenciers" Provincia-Paris
- 38  a 171 km : Magny-Cours, circuit de Nevers Magny-Cours
- Fin de carretera con acceso reglamentado a 177.6 km
- Inicio de carretera con acceso reglamentado (N7) a 203 km.
- 43  a 207 km : Moulins, Trévol, Bourbon-l'Archambault, Avermes por RD 707
- 44  a 208 km : Les Portes de l'Allier (quart-intercambiador desde Nevers)
- 45  a 210 km : Decize, Dornes, Saint-Ennemond, Moulins-Les Chartreux por RD 979A
- 46  a 213 km : Yzeure, Autun, Bourbon-Lancy, Chevagnes por RD 779
- 47  a 217 km : Montbeugny, Yzeure-Centre y Le Plessis por RD 12 
  -  a 219 km Área de descanso de "Millepertuis" (poids lourds) Provincia-París.
- 48   a 220 km : Toulon-sur-Allier, Yzeure-Z.A. por RD 707 y ex-RN 2007
- Fin de carretera de acceso reglamentado a 222 km.

Salidas que serán puestas en servicio próximamente entre 2016 y 2020 con la apertura de la vía exprés:
- 39  a 179 km : poblaciones servidas Bourges, Sancoins, Saint-Pierre-le-Moûtier
  -  A181 km : Área de descanso de "Saint-Pierre"
- 40  a 182 km : localidad de acceso Saint-Pierre-le-Moûtier Sud (demi-intercambiador hacia Moulins)
- 41  a 187 km : localidad de acceso Chantenay-Saint-Imbert
- 42  a 200 km : localidad de acceso Villeneuve-sur-Allier

### De Moulins a Balbigny
Salidas realizadas:
- A 264 km : Área de servicio "des Vérités"
- Inicio de carretera con acceso reglamentado (N7) a 264 km
- 57  a 269 km : poblaciones servidas Digoin, Le Donjon, Saint-Prix
- 58  a 278 km : localidad de acceso Saint-Martin-d'Estréaux
- Fin de carretera con acceso reglamentado a 279 km
- Inicio de carretera con acceso reglamentado (N7) a 285 km
- 59  a 285 km : localidad de acceso La Pacaudière
- 60  a 291 km : poblaciones servidas Saint-Forgeux-Lespinasse, Ambierle, Changy
- Fin de carretera con acceso reglamentado a 292 km.
- Inicio de carretera con acceso reglamentado (N7) a 307 km
- 64  a 307 km : poblaciones servidas Mably-bourg, Riorges-La Valette (semi-intercambiador hacia Balbigny)
- 65  a 308 km :poblaciones servidas Riorges-centre, Aéroport Arsenal, Boulevard Ouest
- 66  a 308 km : poblaciones servidas Roanne-Centre, -Port, Charlieu, Paray-le-Monial
- 67  a 310 km : poblaciones servidas Thizy, Perreux, Le Coteau, Commelle-Vernay
- 68  a 314 km : poblaciones servidas Le Coteau, Lac de Villerest (semi-intercambiador hacia Balbigny)
- 69  a 315 km : poblaciones servidas Notre-Dame-de-Boisset (semi- intercambiador hacia Roanne)
- 70  a 318 km : poblaciones servidas Amplepuis, Regny, L’Hôpital-sur-Rhins (semi-intercambiador hacia Roanne)
- 71  a 319 km : poblaciones servidas Lyon, Tarare, Saint-Symphorien-de-Lay
- 72  a 326 km : poblaciones servidas Neulise, Vendranges (RN 82)
  -  A 327 km : Área de descanso de "Neulise"
- 73  a 329 km : poblaciones servidas Neulise-Les Jacquins (RN 82)
- Fin de carretera de acceso reglamentado a 330 km
- Peaje de Balbigny a 334 km
- Inicio de autopista  (A89) a 334 km
- Intercambiador de autopista RN 82 A89: Lyon - Clermont-Ferrand/Saint-Étienne

Salidas en proyecto:
- 49  a 222 km : Neuilly-le-Réal, Toulon-sur-Allier
- 50  a 223 km  intercambiador de autopista RN 7 RN 79 (RCEA : Châlon-sur-Saône, Mâcon, Montluçon, Dompierre-sur-Besbre
- 51  a 228 km : Bessay-sur-Allier
- 52  a 235 km : Châtel-de-Neuvre, La Ferté-Hauterive
- 53  a 242 km : Montmarault, Saint-Pourçain-sur-Sioule, Varennes-sur-Allier Nord, por la RD 46 ; A 71 Clermont-Ferrand, Riom
- 54  a 247 km : Varennes-sur-Allier Sud, Rongères ; por la RN 209 : Vichy, Saint-Germain-des-Fossés, Billy
- 55  a 257 km : Saint-Gérand-le-Puy
- 56  a 264 km : Vichy por RD 907, Lapalisse
- 61  a 296 km : Charlieu, Saint-Romain-la-Motte, Saint-Germain-Lespinasse
- 62  a 299 km : Mably-bourg, les Tuileries, Les Baraques
- 63  a 306 km : Mably-Les Tuileries, Parc de la Villette
- 74  a 334 km : Balbigny, Saint-Étienne por RD 1082 (RN 82) (realizada hacia y desde la A89)

## Lugares de interés
- Arboretum national des Barres (Salida n° 18.1 y 19).
- Jardin des Arbres (accesible por el área de servicio de "Jardin des Arbres").[5]
- Château de la Bussière (Salida n° 19).
- Canal de Briare et Pont-canal de Briare (Salida n° 20).
- Chantier médiéval de Guédelon (Salida n° 21 et 22).
- Apremont-sur-Allier (Salida n° 37).
- Circuit de Nevers-Magny-Cours (Salida n° 38).
- Arboretum de Balaine en Villeneuve-sur-Allier.

## Lugares de precaución
- Sitio de pérdida de las 2×2 vías de la RN7 entre Moiry-sud y Saint-Pierre-le-Moûtier norte sobre unos 5 km.
- Embotellamientos en Villeneuve-sur-Allier, sobre todo durante las vacaciones.
- Travesía de Bessay-sur-Allier.
- Travesía de Saint-Loup.
- Travesía de Varennes-sur-Allier.
- Travesía de Saint-Gérand-le-Puy.
- Travesía de Périgny.
- Travesía de Mably.
- Sitio de pérdida de las 2×2 vías de la RN82 entre Neulise y Balbigny sobre unos 5 km.